# Traianus (Leibwächter)
Traianus war ein Leibwächter des oströmischen Heermeisters Belisar. In den Jahren 537/38 zeichnete er sich bei der Belagerung Roms durch die Goten aus. Im Jahr 541 begleitete er Belisar nach Mesopotamien, wo Belisar gegen das Sassanidenreich kämpfte. Traianus wird mehrfach bei Prokopios von Caesarea erwähnt.